# 清水美那
清水 美那（しみず みな、1982年7月14日 - ）は、日本の女優。
埼玉県入間市出身。ユーキース・エンタテインメント所属。身長160cm、血液型はO型。

## 来歴・人物
高校時代にスカウトされ芸能界入りする。2003年、映画『蕨野行』のオーディションで1200名の応募者の中から主演のヌイ役に選ばれ、女優として本格的なデビューをかざる。確かな演技力が認められ、以降多くの映画に主演するほか、CMなどへの出演も多い。
Vanilla Sky Records所属ミュージシャンの比留間瞬とは従兄弟関係。

## 受賞歴
- 第27回山路ふみ子新人女優賞『蕨野行』にて[3]

## 出演
※役名の太字は主演作品。

### 映画
- 蕨野行（わらびのこう）（2003年、監督：恩地日出夫） - ヌイ 役
- OLDK オーエルディーケー（2004年、監督：原正弘） - ケイコ 役[4]
- ガッツ伝説 愛しのピット・ブル（2005年、監督：野伏翔） - 金山イチコ 役
- いぬのえいが 第4話『ポチは待っていた』（2005年） - 看護婦・泰代 役
- メタセコイヤの木の下で（2005年）
- ブレス・レス-Breath Less- （2006年、監督：渡辺寿） - ヒロイン・恵美子 役
- いくつもの、ひとりの朝（2006年、監督：大嶋拓） - 真奈美 役
- 私の中のアイヒマン（2006年、監督：内田英治）
- アンコールの女（2006年、監督：ジャン・クーミン）45分 - 主演
- 北辰斜にさすところ（2007年、監督：神山征二郎） - 西崎京子 役
- STRAIGHT TO HEAVEN 〜天国へまっしぐら〜（2008年、監督：柏原寛司） - ヒロイン・真理 役
- TOPLESS（2008年、監督：内田英治） - 夏子 役
- ブルーシートブルース（2009年、監督：草苅勲） - ヒロイン・ルイ 役
- 愛の言霊〜世界の果てまで〜 （2010年） - 上条佐和子 役
- 6月6日 EPISODE 3 『あと15分』 （2013年）
- サブちゃん（2016年、監督：柏原寛司、富士山・河口湖映画祭） - 北島秋穂 役

### テレビドラマ
- ダムド・ファイル 6 FileNo.21『招待状 天白区』（2003年、名古屋テレビ）主演
- 怪談新耳袋 第2夜『一滴の血』（2003年、BS-i）主演
- NHK大河ドラマ『新選組!』（2004年、NHK）第35話〜第37話 - お初（仙波甲太郎の妻）  役
- ドラマ30『ヤ・ク・ソ・ク』（2005年5月-7月、MBS=TBS） - 水木佳織 役
- 望郷の窓 〜病と差別の真実〜（2006年12月2日、テレビ東京）
- ネコナデ（2008年、KBS京都ほか） - 山田亜佐美 役
- 仮面ライダーキバ 第23話・第24話（2008年7月6日・13日、テレビ朝日） - 涼子 役
- 相棒season7 第17話「天才たちの最期」（2009年3月4日、テレビ朝日） - 梅津朋美 役
- トリハダ5〜夜ふかしのあなたにゾクッとする話を（2009年、フジテレビ）

### ラジオドラマ
- 朝日の陰で朝食を（2004年）

### CM
- マンナンライフ 蒟蒻畑（2003年）
- NTT東日本 夕食編（2004年）
- ロート製薬 アクネージア 大人ニキビ篇（2006年）
- エプソン 企業 馬と父と葉書篇（2006年）
- オリオンビール ドラフトビール（2008年）
- カルビー 夏ポテト 夏だけの二人篇 （2008年）
- ドールバナナ バナナ七変化編・バナナプロペラ編（2008年）- 香取慎吾と共演
- リクルート SUUMO ココロの声（2010年）
- メットライフ生命（2015年）

### MV
- C&K「ぼくのとなりにいてくれませんか?」（2011年）

### 舞台
- 吾木香〜ワレモコウ〜（2015年、G&Gアクターズファクトリー）
- 秋宵〜遠い日の宴〜（2016年、G&Gアクターズファクトリー）
- 風のうた（2017年、THE吉見麻美公演）